# علي بن عبد الله الفريح
أ.د. علي بن عبد الله بن فواز الفريح، العميد الأسبق لعمادة الدراسات العليا في جامعة الملك سعود في الرياض حتى عام 1417هـ  وأستاذ بقسم الجيولوجيا في جامعة الملك سعود سابقاً، من مواليد البكيرية.

## المؤهلات العلمية
- حصل على درجة الدكتوراه في الجيولوجيا، من جامعة ليستر في إنجلترا، يوليو 1977م الموافق 1397هـ.
- حصل على درجة البكالوريوس في الجيولوجيا بتقدير ممتازة مع مرتبه الشرف، من جامعة الملك سعود في الرياض، يونيو 1971م الموافق 1391هـ.

## التاريخ الوظيفي والأكاديمي
- أستاذ بقسم الجيولوجيا - جامعة الملك سعود (1405هـ -1432هـ).
- أستاذ مشارك بقسم الجيولوجيا - جامعة الملك سعود (1401 - 1405هـ).
- أستاذ مشارك زائر بقسم الجيولوجيا - جامعة كنساس / الولايات المتحدة الأمريكية (1402-1403هـ).
- أستاذ مساعد بقسم الجيولوجيا-جامعة الملك سعود (1399-1401هـ).
- مدرس بقسم الجيولوجيا - جامعة الملك سعود (1397 - 1399هـ).
- معيد (أ) بقسم الجيولوجيا - جامعة الملك سعود (1391- 1397هـ).

## المناصب الإدارية
- عميد كلية الدراسات العليا - جامعة الملك سعود (1415 - 1417هـ).
- المشرف على مرصد الزلازل الجيوفيزيائي (1411 - 1415هـ).
- رئيس قسم الجيولوجيا - جامعة الملك سعود (1406 - 1408هـ).
- وكيل مركز الدراسات الجامعية للبنات - جامعة الملك سعود (1400-1402هـ).

## الجوائز التقديرية
- جائزة المراعي للإبداع العلمي 2005م.

## عضوية المجالس
- عضو مجلس جامعة الملك سعود (1415 - 1417هـ).
- عضو المجلس العلمي لثلاث فترات.
- عضو مجلس كلية العلوم في جامعة الملك سعود (1399 - 1400هـ)، (1406 - 1408هـ).
- عضو مجلس إدارة الجمعية السعودية لعلوم الأرض (1408 - 1411هـ).
- عضو مجلس إدارة الجمعية التعاونية لمنسوبي جامعة الملك سعود (1407 - 1412هـ).
- مثل جامعة الملك سعود في مجلس جائزة المدينة المنورة (1408- 1411هـ) وجائزة صاحب السمو الملكي الأمير سلمان بن عبد العزيز للتفوق العلمي (1418 - 1419هـ).

## عضوية الجمعيات العلمية العالمية
- عضو مجلس إدارة الجمعية السعودية لعلوم الأرض.
- مراسل لمجلة Cypris العلمية الأخبارية.
- عضو جمعية البالينتولوجي البريطانية.
- عضو جمعية الميكروبالينتولوجي البريطانية.
- عضو جمعية البالينتولوجي العالمية.

## المؤتمرات والندوات
- تمثيل جامعة الملك سعود بالمؤتمر السنوي الحادي عشر للدفاع المدني تحت شعار «مؤتمرات الدفاع المدني... وقفة مراجعة» خلال الفترة 22 - 26/5/1414هـ وإلقاء محاضرة عن الزلازل وأخطارها.
- حضور الجمعية العمومية للاتحاد الدولي للزلازل وطبيعة الأرض والذي عقد بمدينة ويلينغتون بنيوزلندا خلال الفترة 27/7 - 10/8/1414هـ الموافق 10 - 21/1/1994م.
- حضور اللقاءات السنوية للجمعية السعودية لعلوم الأرض.
- المؤتمر العالمي الحادي عشر لتطبيقات الأستراكودا -جامعة ملبورن، أستراليا 1411هـ.
- الندوة السعودية الأولى لعلوم الأرض - جامعة الملك عبد العزيز، جدة 21 - 23/6/1409هـ.
- ندوة برامج الجامعات ومدى تلبيتها لاحتياجات الدولة من القوى العاملة - معهد الإدارة العامة، الرياض 24 - 25/7/1408هـ
- الحلقة الدراسية العربية الثالثة للعلوم الزلزالية جامعة الملك سعود، الرياض 1406هـ.
- المؤتمر العالمي التاسع لتطبيقات الأستراكودا - المساحة الجيولوجية اليابانية - سوزوكا، اليابان 1405هـ.
- المؤتمر العالمي الثامن لتطبيقات الأستراكودا -جامعة هيوستن- في هيوستن، أمريكا 1402هـ
- المؤتمر الجيولوجي العالمي السادس والعشرون - باريس 1400هـ.
- مؤتمر الأمونيتات العالمي - يورك، بريطانيا 1399هـ.
- المؤتمر العالمي السابع لتطبيقات الأستراكودا - جامعة فينا، النمسا 1397هـ.
- المؤتمر العالمي السادس لتطبيقات الأستراكودا- جامعة هامبورغ، ألمانيا 1393هـ.

## الدورات
- حضور الدورات التالية التي نظمها المركز العربي للتطوير الإداري في مدينة طنجة بالمغرب عام 1981 م.
- الإدارة العليا.
- حل المشكلات واتخاذ القرارات.

## قائمة الأبحاث
1. الفريح، علي بن عبد الله: الجنس هورنى بروكلا لنكولس، مجلة جمعية الميكروبالينتولوجي البريطانية، المجلد 2، العدد 2 ص 211 - 214، لندن 1975 م.
2. الفريح، علي بن عبد الله: اكتشاف جنس أوستراكودا جديد في متكون أم أرضمه بالمملكة العربية السعودية، مجلة جمعية الميكروبالينتولوجي البريطانية، المجلد 2، العدد 4، ص 231 - 238، لندن 1975 م.
3. الفريح، علي بن عبد الله: دراسة أنواع جنس هورنى بروكلا الموجودة في صخور عصري الباليوسين والطباشيري فيالمملكة العربية السعودية، مجلة البالينتولوجي البريطانية، المجلد 20، العدد 3، ص 483 - 502، لندن 1977 م.
4. الفريح، علي بن عبد الله: أوستراكودا العصر الطباشيري والعصر الثالث فيالمملكة العربية السعودية، مكتبات جامعة الملك سعود، 211 صفحة، الرياض 1980 م.
5. الفريح، علي بن عبد الله ؛ صديقي، قدير أحمد: الجنس أنوماتوسثري من الأيوسين الأوسط في الباكستان والمملكة العربية السعودية، مجلة كلية العلوم - جامعة الملك سعود، المجلد 12، العدد 2، ص 429 - 441، الرياض 1981 م.
6. قدير أحمد ؛ الفريح، علي بن عبد الله: جنس جديد متميز من العصر الثالث المبكر في شرقي آسيا، مجلة البالينتولوجي البريطانية، المجلد 24، العدد 4، ص 877-890،لندن1981 م.
7. الفريح، علي بن عبد الله: أوستراكودا متكون أم أرضمه فيالمملكة العربية السعودية، إصدارات جامعة كنساس، العدد 107، لورانس 1983 م.
8. الفريح، علي بن عبد الله: دراسة آحافير متكون الوسيع (العصر الطباشيري الأوسط) في المملكة العربية السعودية، إصدارات جامعة كنساس، العدد 108، لورانس 1983 م.
9. الفريح، علي بن عبد الله: وصف نوع آحافير جديد من صخور عصر الباليوسين فيالمملكة العربية السعودية، مجلة كلية العلوم جامعة الملك سعود، المجلد 14، العدد 1، ص 157 - 162، الرياض 1983 م.
10. الفريح، علي بن عبد الله: آحافير من متكون العرمة فيالمملكة العربية السعودية، مجلة الميكروبالينتولوجي الفرنسية، المجلد 27، العدد 3، ص 159 - 170، باريس 1984 م.
11. الفريح، علي بن عبد الله: الجنس فافيولى سثرى من العصر الطباشيري المتأخر والباليوسين فيالمملكة العربية السعودية، مجلة الميكروبالينتولوجي الأسبانية، المجلد 16 العدد 2، ص 161 - 179، مدريد 1984 م.
12. الفريح، علي بن عبد الله: دراسة على آحافير وادي العتك بالمملكة العربية السعودية مجلة الخليج العربي للبحوث العلمية، المجلد 2، ص 495 - 503، الرياض 1984 م.
13. الفريح، علي بن عبد الله: دراسة أوستراكودا الخليج العربي الجزء الأول، مجلة جمعية الميكروبالينتولوجي البريطانية، المجلد 11، العدد 2، ص 99 - 102، لندن 1984 م.
14. الفريح، علي بن عبد الله: دراسة أوستراكودا الخليج العربي الجزء الثاني، مجلة جمعية الميكروبالينتولوجي البريطانية المجلد 11، العدد 2، ص 103 - 106، لندن 1984 م.
15. الفريح، علي بن عبد الله: دراسة أوستراكودا الخليج العربي الجزء الثالث، مجلة الميكروبالينتولوجي البريطانية، المجلد 11، العدد 2، ص 107 - 110، لندن 1984 م.
16. الفريح، علي بن عبد الله: الجنس بركى سثرى من العصر الطباشيري المتأخر بالمملكة العربية السعودية، مجلة الميكروبالينتولوجي الأسبانية، المجلد 17، العدد 1، ص 113 - 132، مدريد 1985 م.
17. الفريح، علي بن عبد الله: اكتشاف أوستراكودا جديد من متكون عرمة فيالمملكة العربية السعودية، مجلة البالينتولوجي الأمريكية، المجلد 60، العدد 5، ص 701 - 720 تلسا أوكلاهوما 1986 م.
18. الفريح، علي بن عبد الله (رئيس التحرير): إصدار الحلقة الدراسية العربية الثالثة للعلوم الزلزالية، مرصد الزلازل الجيوفيزيائي، جامعة الملك سعود، الرياض 1988 م.
19. الفريح، علي بن عبد الله: دراسة طبقية صخور العصر الطباشيري والدهر الثالث السفلي بالمملكة العربية السعودية إصدار المؤتمر الحادي عشر للأوستراكودا، ملبورن، أستراليا 1986 م.
20. الفريح، علي بن عبد الله: دراسة نوع كارينوسيثيريس باتى من الخليج العربي، مجلة الميكروبالينتولوجي البريطانية للأوستراكودا، المجلد21، العدد 2، ص 71 - 74، لندن 1994م.

## كتب دراسية جامعية
- الفريح، علي عبد الله (1421هـ-2000م): أسس علم الأحافير الدقيقة جامعة الملك سعود، 544 صفحة.الطبعة الثانية 1432(2011).
- الفريح، علي عبد الله (2007 م): التطبيقات العملية للأحافير الدقيقة جامعة الملك سعود، 393 صفحة.الطبعة الثانية 1432(2011).

## مقالات علمية باللغة العربية
1. الفريح، علي بن عبد الله؛ الأسود، أحمد بن عبد الله؛ قبيصي، رشاد بن محمد: دراسة النشاط الزلزالي بمنطقة مكة المكرمة والتعرف على مدى خطورته المستقبلية، مرصد الزلازل الجيوفيزيائي، تقرير نهائى مقدم إلى مدينة الملك عبد العزيز للعلوم والتقنية تلبية للتوجيه السامى الكريم رقم 7923 تاريخ1414هـ.
2. الفريح، علي بن عبد الله ؛ العلاوي، جمعة بن عبد الرحيم: مقياس الزمن الجيولوجي، الموسوعة العلمية الجيولوجية، مؤسسة الكويت للتقدم العلمي، الكويت.
3. العلاوي، جمعة بن عبد الرحيم ؛ الفريح، علي بن عبد الله: حجر الصوان، الموسوعة العلمية الجيولوجية، مؤسسة الكويت للتقدم العلمي، الكويت.
4. العلاوي، جمعة بن عبد الرحيم ؛ الفريح، علي بن عبد الله: الرمل الأخضر (الجلوكونايت)، الموسوعة العلمية الجيولوجية مؤسسة الكويت للتقدم العلمي، الكويت.
5. الفريح، علي بن عبد الله ؛ العلاوي، جمعة بن عبد الرحيم: معدن الأوربمنت، الموسوعة العلمية الجيولوجية، مؤسسة الكويت للتقدم العلمي، الكويت.
6. الفريح، علي بن عبد الله ؛ العلاوي، جمعة بن عبد الرحيم: حفظ الثروات الطبيعية، الموسوعة العلمية الجيولوجية، مؤسسة الكويت للتقدم العلمي، الكويت.
7. العلاوي، جمعة بن عبد الرحيم ؛ الفريح، علي بن عبد الله: قياس درجات الحرارة جيولوجيا، الموسوعة العلمية الجيولوجية، مؤسسة الكويت للتقدم العلمي، الكويت.